# 韮山代官所

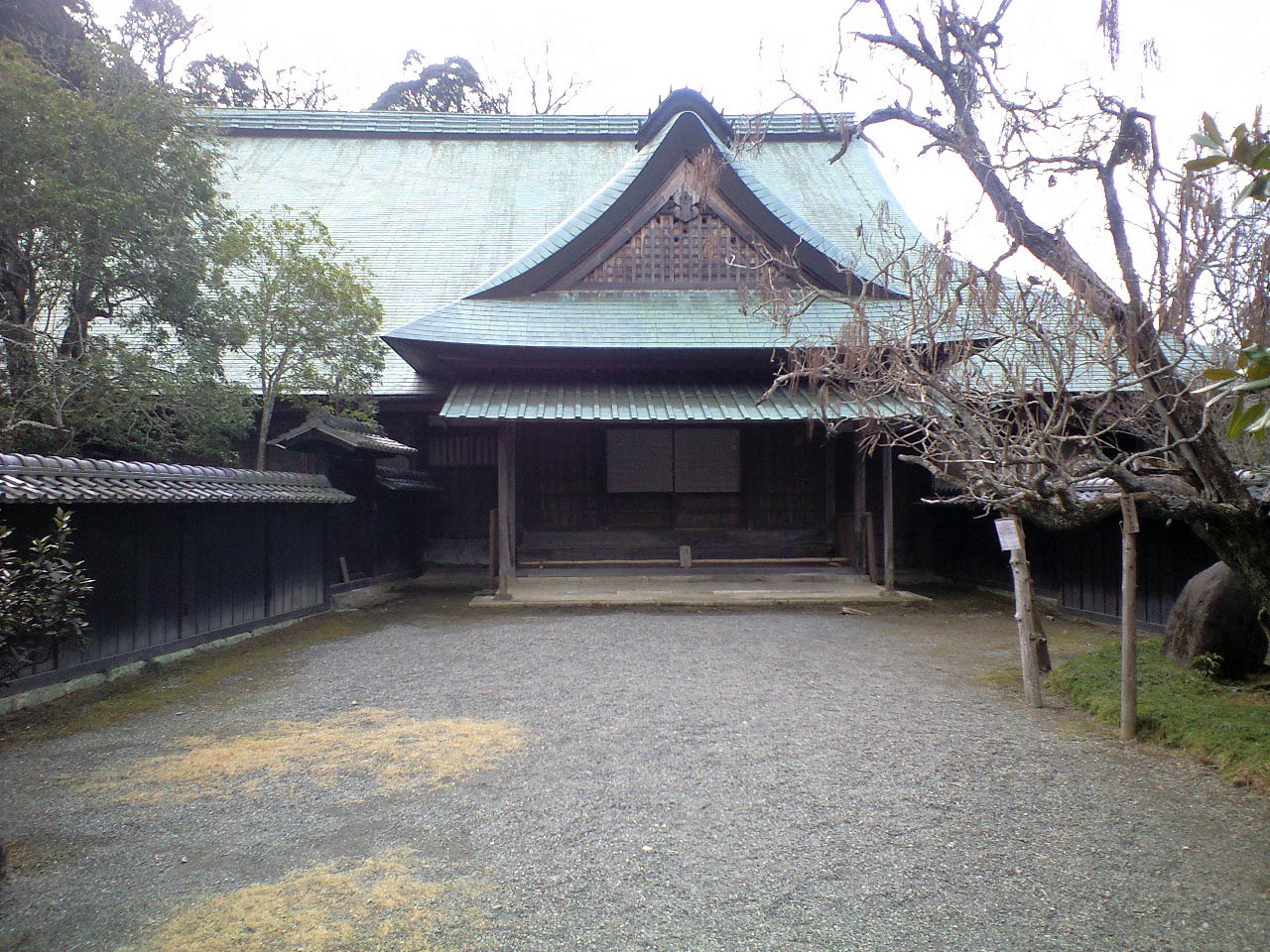
代官であった江川家の邸宅。この主屋の北側に役所の建物があった。解体修理の前は茅葺であった。

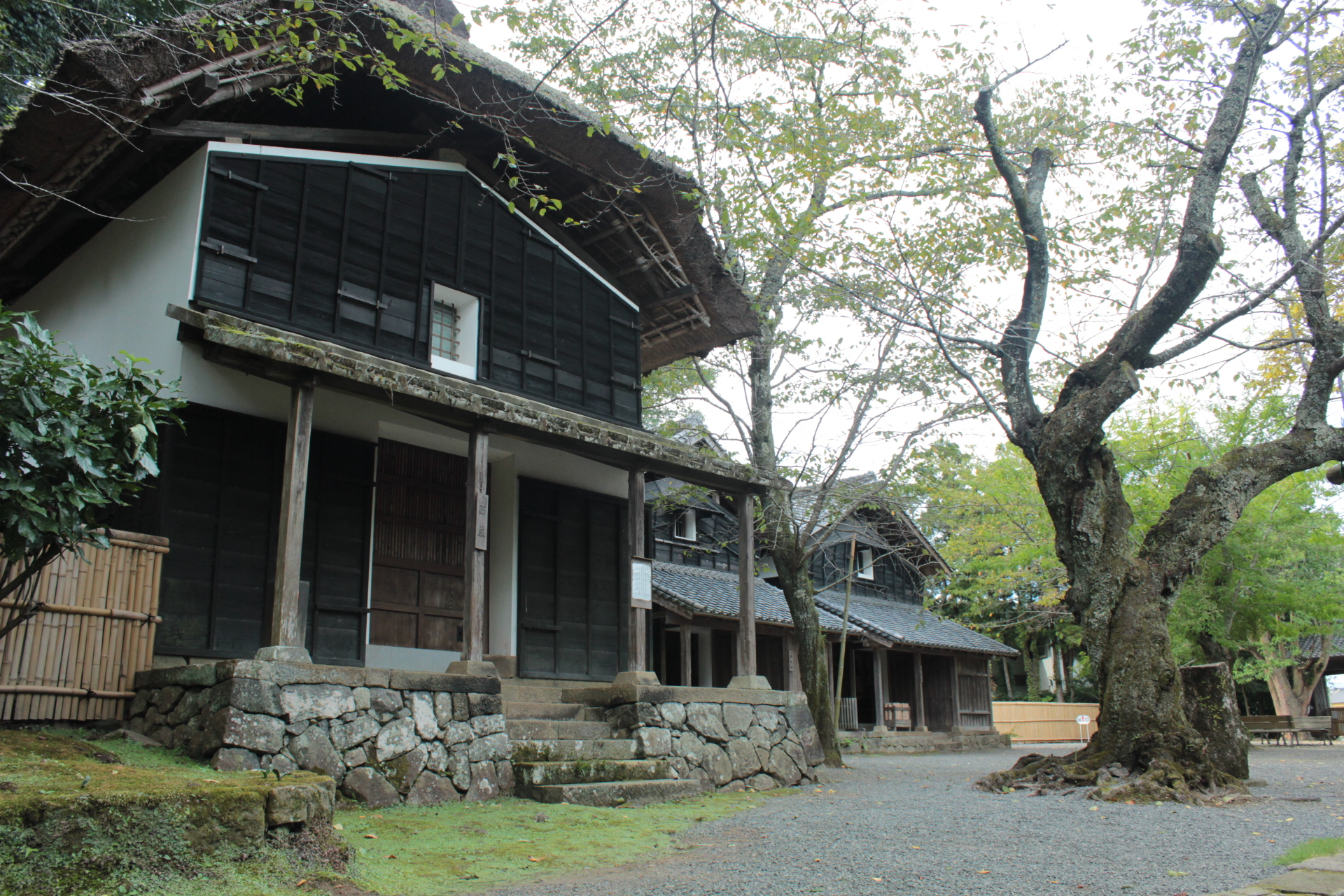
肥料蔵（重要文化財）

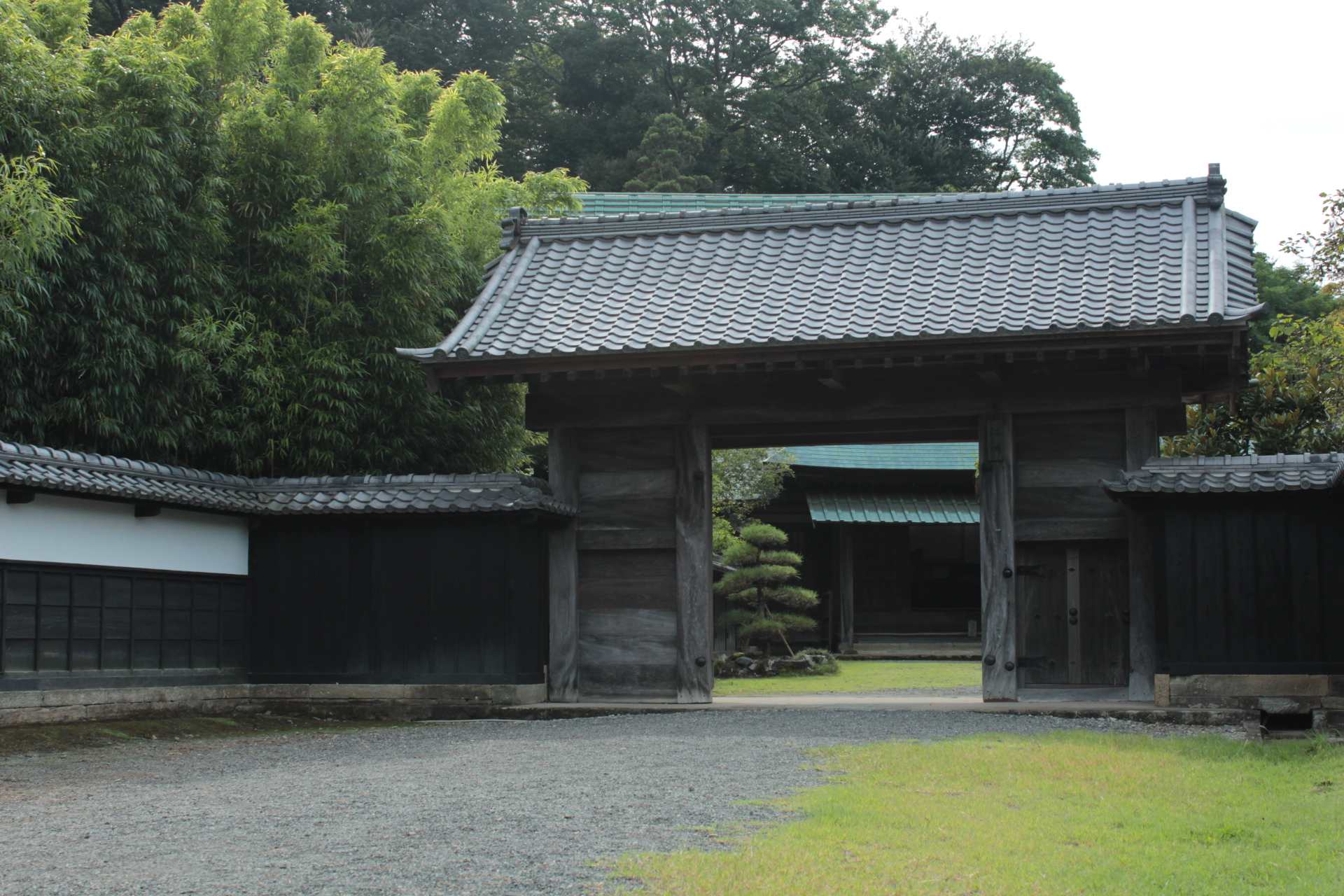
表門（重要文化財）

韮山代官所（にらやまだいかんしょ）は、江戸時代に東国の幕府直轄領を支配するために設置された役所。

## 概要
支配地域は、伊豆国を中心とし、駿河国・相模国・武蔵国に及び、幕末には甲斐国も管轄した。また、伊豆諸島を管轄下においたこともある。石高は管轄領域の変動に伴い一定しないが、5 - 10万石余。代官は平安末以来伊豆国の江川荘を領する清和源氏大和源氏系の江川家によってほぼ世襲され、享保8年（1723年）- 宝暦8年（1758年）の間を除き、当主は代々江川太郎左衛門を名乗り、統治した。
韮山代官所は、江戸本所南割下水（現在の北斎通り。後に本所から芝へ移転）と韮山2か所にあり、江川氏の屋敷内にあった。代官は通常、夏は江戸、冬は韮山に常駐した。江戸役所で武蔵・相模・甲斐、韮山役所で伊豆・駿河の支配を担当。また、代官役所の業務を補佐する出先機関として、伊豆国田方郡に三島陣屋、甲斐国都留郡に谷村陣屋、駿河国富士郡に松岡陣屋、相模国に荒川分一番所が置かれていた。韮山代官が東海道筋川々普請御用を担当した際は島田陣屋も出先機関になった。

## 沿革
慶長元年（1596年）、徳川家康の家臣、江川英長（永禄3年〈1560年〉- 寛永9年〈1630年〉）が伊豆代官職に任命されたのがはじまりとされる。江戸時代初期の段階では伊豆国の大半が三島代官所の支配で、延宝5年（1677年）当時の韮山代官所支配地は4809石余だった。支配領域を増やしていくのは元禄年間以降のことである。
享保8年（1723年）11月、当時の韮山代官、江川英勝の相模国花水橋および戸塚往還圦樋等修造の際、相模国の中原御林伐出しの不正が発覚。英勝は代官職を罷免される。以後、勘定奉行の支配下におかれた。宝暦9年（1759年）、前年に三島代官所が吸収合併されたことにともない、江川英征が韮山代官職に復帰し伊豆国の幕府領を一円支配することになった。その後、江川氏が代々韮山代官を世襲し明治維新を迎える。

## 関連文化財

### 重要文化財（国指定）
静岡県伊豆の国市韮山字韮山1番地に、代官であった江川家の邸宅が現存しており、江川邸と呼ばれ一般公開されている。主屋は「江川家住宅」として、1958年（昭和33年）5月14日付けで国の重要文化財に指定され、1993年（平成5年）12月9日付けで蔵、門などの付属建物並びに土地が重要文化財に追加指定された。現在は1967年に設立された財団法人江川文庫の所有である。
公益財団法人江川文庫所有の重要文化財は以下のとおり。
- 江川家住宅 7棟
  - 主屋
  - 書院
  - 仏間
  - 東蔵
  - 肥料蔵
  - 武器庫
  - 表門
  - 土地（宅地および鎮守社の境内地12,302.46平方メートル。地域内の池および井戸を含む）
  - （附指定）北米蔵、南米蔵、裏門、鎮守社、土塀、板塀3棟
  - （附指定）造営関連文書（台所葺替之事、台所其外修復書付、韮山御屋敷台所修復積立帳地割絵図一紙付）

- 韮山代官江川家関係資料 38,581点[5]
  - 文書・記録類33,663点
  - 著述稿本類430点
  - 和書・漢籍類3,507点
  - 訳書類366点
  - 洋書類144点
  - 書画類142点
  - 武器・武具類41点
  - 器物類288点
- 江川家関係写真 461点[5]

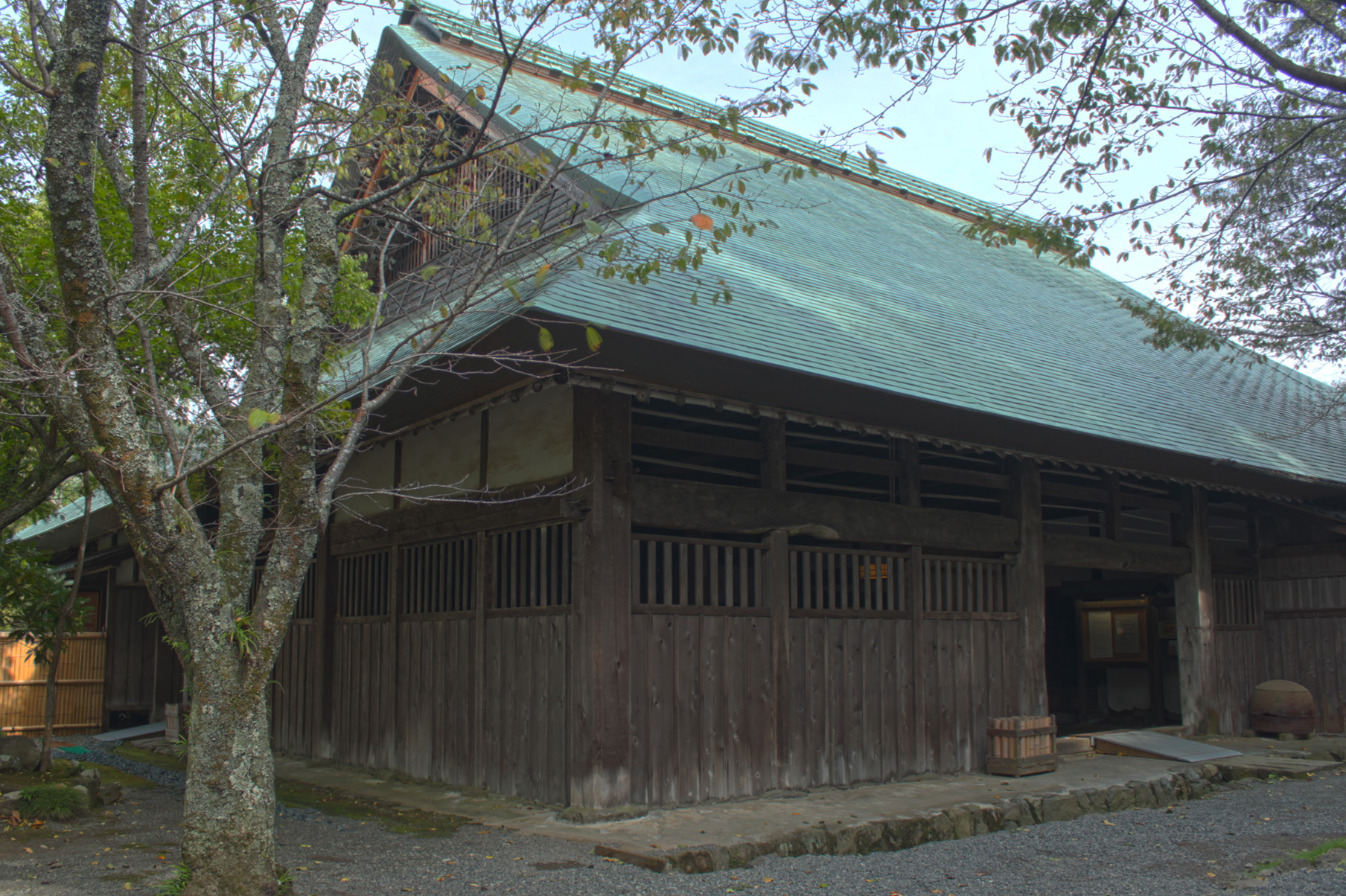
江川家住宅主屋（裏手から見る）
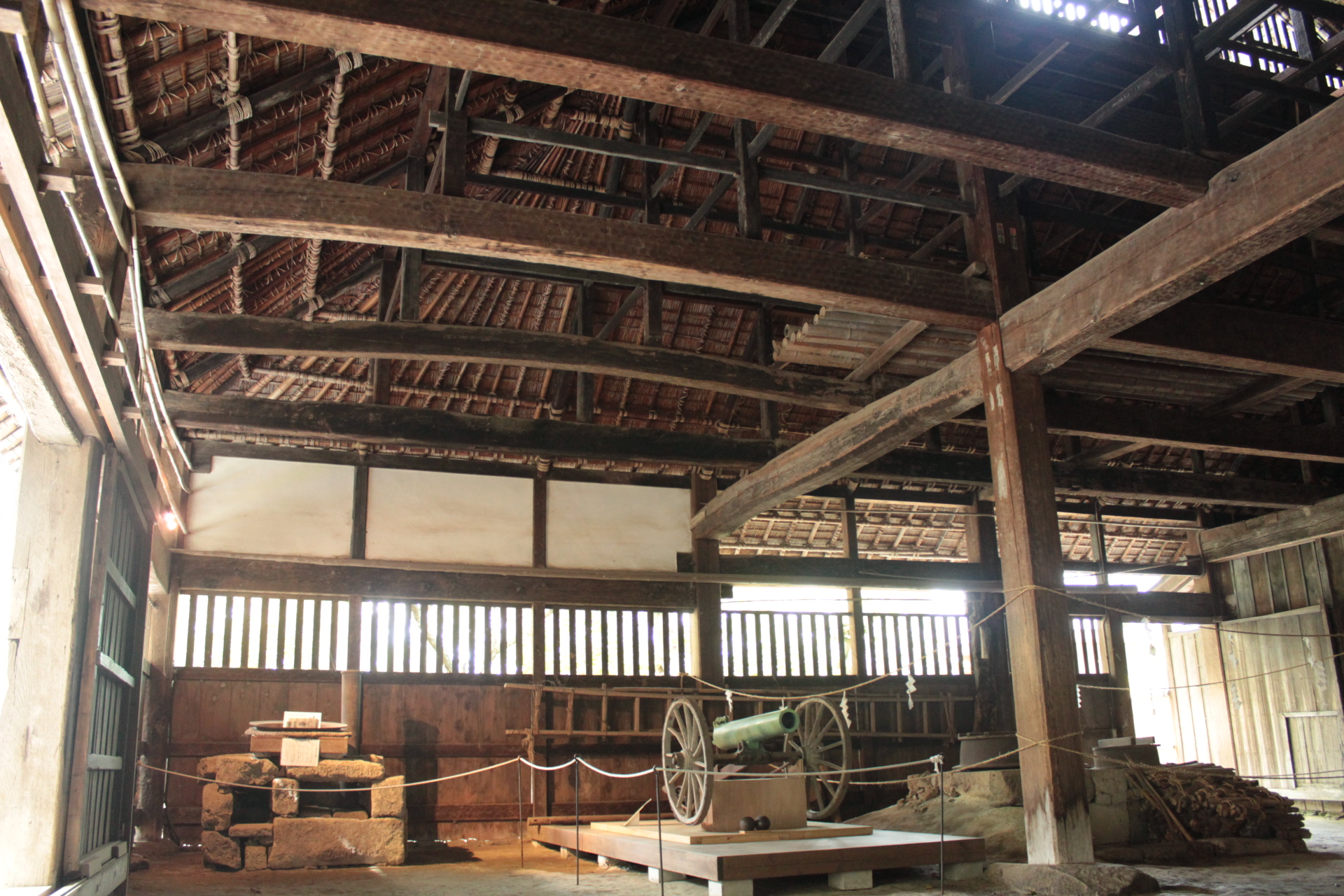
江川家住宅主屋の土間
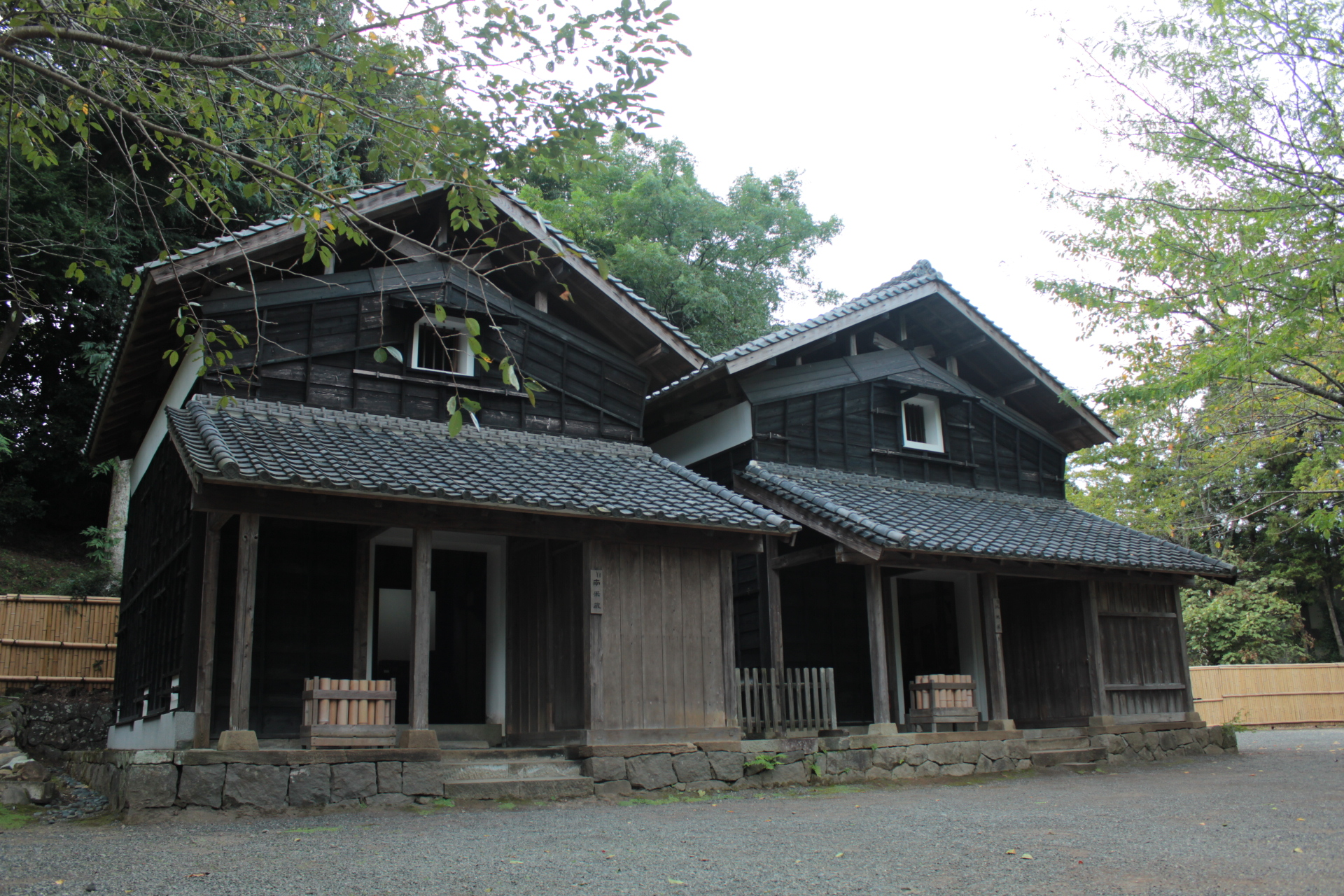
江川家住宅主屋南米蔵（左）、北米蔵（右）